# Kauã Santos
Kauã Morais Vieira dos Santos (Vassouras, 11 april 2003) is een Braziliaans voetballer die speelt als doelman. In augustus 2023 verruilde hij Flamengo voor Eintracht Frankfurt.

## Clubcarrière
Toen hij vijf jaar oud was begon Santos met voetballen. Hij probeerde later in de jeugdopleiding van Atlético Mineiro te komen, maar dat mislukte. Na een proefperiode van een week werd hij wel in de academie van Flamengo opgenomen. In de kalenderjaren 2022 en 2023 zat hij viermaal als wisselspeler op de bank bij het eerste elftal, maar tot een debuut kwam het niet.
Santos maakte in de zomer van 2023 voor een bedrag van circa 1,6 miljoen de overstap naar Eintracht Frankfurt, waar hij zijn handtekening zette onder een verbintenis voor de duur van vijf seizoenen zette. Gedurende zijn eerste jaargang in Duitsland kwam hij slechts uit in het belofteteam, in de Regionalliga Südwest. Zijn debuut in het eerste elftal maakte hij op 14 september 2024, uit bij VfL Wolfsburg in de Bundesliga. Door twee doelpunten van Omar Marmoush en een tegentreffer van Ridle Baku ging het duel met 1–2 gewonnen. Santos moest van coach Dino Toppmöller als wisselspeler aan de wedstrijd beginnen en viel in de rust in voor de geblesseerd geraakte Kevin Trapp. In oktober 2024 werd het contract van Santos opengebroken en met twee jaar verlengd, tot medio 2030.

## Clubstatistieken
| Seizoen | Club                   | Competitie   | Competitie | Competitie | Beker | Beker | Internationaal | Internationaal | Totaal | Totaal |
| Seizoen | Club                   | Competitie   | Wed.       | Dlp.       | Wed.  | Dlp.  | Wed.           | Dlp.           | Wed.   | Dlp.   |
| ------- | ---------------------- | ------------ | ---------- | ---------- | ----- | ----- | -------------- | -------------- | ------ | ------ |
| 2022    | Flamengo               | Série A      | 0          | 0          | 0     | 0     | 0              | 0              | 0      | 0      |
| 2023    | Flamengo               | Série A      | 0          | 0          | 0     | 0     | 0              | 0              | 0      | 0      |
| 2023/24 | Eintracht Frankfurt II | Regionalliga | 13         | 0          | —     | —     | —              | —              | 13     | 0      |
| 2024/25 | Eintracht Frankfurt    | Bundesliga   | 4          | 0          | 0     | 0     | 2              | 0              | 6      | 0      |
| Totaal  | Totaal                 | Totaal       | 17         | 0          | 0     | 0     | 2              | 0              | 19     | 0      |

Bijgewerkt op 7 november 2024.